# 每日星报 (DC漫画)
《每日星报》（英語：Daily Star）是一个出现在DC漫画在1938年和1986年之间出版的超人的系列故事中的虚构报纸。《每日星报》位于大都会，员工包括克拉克·肯特、露易丝·莱恩，和吉米·奥尔森，它的主编是乔治·泰勒。
在漫画中,《每日星报》位于大都会的中心位置。《每日星报》建筑最具特色的部分是一颗巨大的恒星位于大楼的顶端。

## 虚构的历史
超人的联合创作者Joe Shuster根据安大略省的多伦多每日星报为《每日星报》命名，这是他父母曾经订阅的报纸，Shuster曾是一名纸工。 （在1899年之前称为晚间星报，多伦多每日星报被称为多伦多星报。）
“我对多伦多星报非常感兴趣，”Shuster在死于洛杉矶的三个月前的1992年4月26日告诉了星报记者亨利Mietkiewicz一个故事。“我还记得画了报纸建筑的最早的一个面板，我们需要一个名字，我自然而然地记起了多伦多星报，所以我写下这个名字，我决定这样做是因为星报对我的生活有着很巨大的影响。 

### 黄金时代
当超人于1938年6月第一次出现在《动作漫画＃1》中时，他的真实身份，克拉克肯特，为“大都市日报”（《动作漫画#7》1938年12月发行）每日星报的编辑乔治·泰勒工作，（《超人#2》1939发行）。 除了在《动作漫画＃2》中，克拉克·肯特（和泰勒）莫名其妙地为克利夫兰晚报工作以外，上述安排保持不变，直到1940年3月发行的《动作漫画＃22》。 